# Unionisme espanyol
|  | No s'ha de confondre amb Unió Liberal o Espanyolisme. |

L'unionisme espanyol és una ideologia o actitud política que defensa mantenir la dependència dels diferents territoris que formen actualment el Regne d'Espanya. En conseqüència, es caracteritza per oposar-se a la independència de les nacions sense estat i als moviments d'alliberament nacional, harmonitzant-la amb Espanya.
Hi ha dos corrents principals: Els que persegueixen una Espanya única i indivisible, on l'únic idioma i identitat reconeguda sigui exclusivament l'espanyola, i els que defensen les particularitats de Catalunya de cara a la resta d'Espanya, donant suport al sistema autonòmic actual o proposant el federalisme dintre d'Espanya, en tot cas sense considerar-se nacionalistes.
El terme és utilitzat des de 2000 per la societat, la política i els mitjans de comunicació d'Espanya i les diferents comunitats amb moviments independentistes, en referència a l'unionisme al Regne Unit, amb un to despectiu, en posar en qüestió el respecte als conceptes de plurinacionalitat i respecte al principi democràtic com a guia d'actuació d'un sistema democràtic de convivència entre nacions.
Les manifestacions unionistes es convoquen en 12 d'octubre i el Dia de la Constitució Espanyola, i en contra del Procés independentista català las quals, segons els independentistes, acostumen a gaudir de força cobertura mediàtica i molts mitjans materials tot i que tinguin escassa afluència, siguin a Madrid o a Barcelona, i s'acostuma a mostrar simbologia franquista per part de grups d'ultradreta. Van arribar a convocar 350.000 persones a Barcelona pocs mesos després del Referèndum sobre la independència de Catalunya de 2017, molt lluny de les xifres convocades per l'independentisme català.
Es considera que formen part de l'unionisme espanyol les formacions polítiques Partit Popular, Partit Socialista Obrer Espanyol, Ciutadans - Partit de la Ciutadania i Vox, i altres entitats com Societat Civil Catalana, Impulso Ciudadano, Asamblea por una Escuela Bilingüe i S'ha acabat, Atès que la gran majoria dels no independentistes, tret dels votants de PP i de Ciutadans estan a favor del dret a decidir, els unionistes son insuficients per construir una majoria contrària a la independència tant a Catalunya com a Euskadi. A les eleccions a la Generalitat de Catalunya, una part de l'electorat vota al partit unionista hegemònic del moment independentment del seu posicionament en l'eix dreta-esquerra, que des de la recuperació de democràcia fins a finals de la dècada de 1990 ho fou el PSC, des de 2010 amb competència del PP, i des de 2015, de Ciutadans, que la va tornar a perdre en 2021. El procés independentista català ha esperonat comportaments violents dins de l'unionisme.